# Francisco de Paula Rius i Taulet
 (octobre 2023).
Le contenu est difficilement compréhensible vu les erreurs de traduction, qui sont peut-être dues à l'utilisation d'un logiciel de traduction automatique.
Francisco de Paula Rius et Taulet — dénommé par quelques sources catalanes Francesc de Paula Rius i Taulet — est un avocat et politique espagnol,.
Il est maire de Barcelone pendant la période du Sexenio Démocratique et la Restauration vers la fin du  XIXe siècle. Il a été le principal soutien à l'Exposition Universelle de 1888, qu'il a présidé comme maire, et de toutes les réformes urbanistiques qu'a éprouvé Barcelone avec motif de l'événement.

## Biographie
Fils d'artisan, il a étudié le Droit dans l'Université de Barcelone, et il a exercé le barreau à partir de 1858.
D'orientation royaliste et libérale, il est élu une première fois en tant que maire de Barcelone en février de 1872 par Amadeo Ier. Un an après, en février de 1873, il abandonne son poste devant l'avènement de la Première République Espagnole.

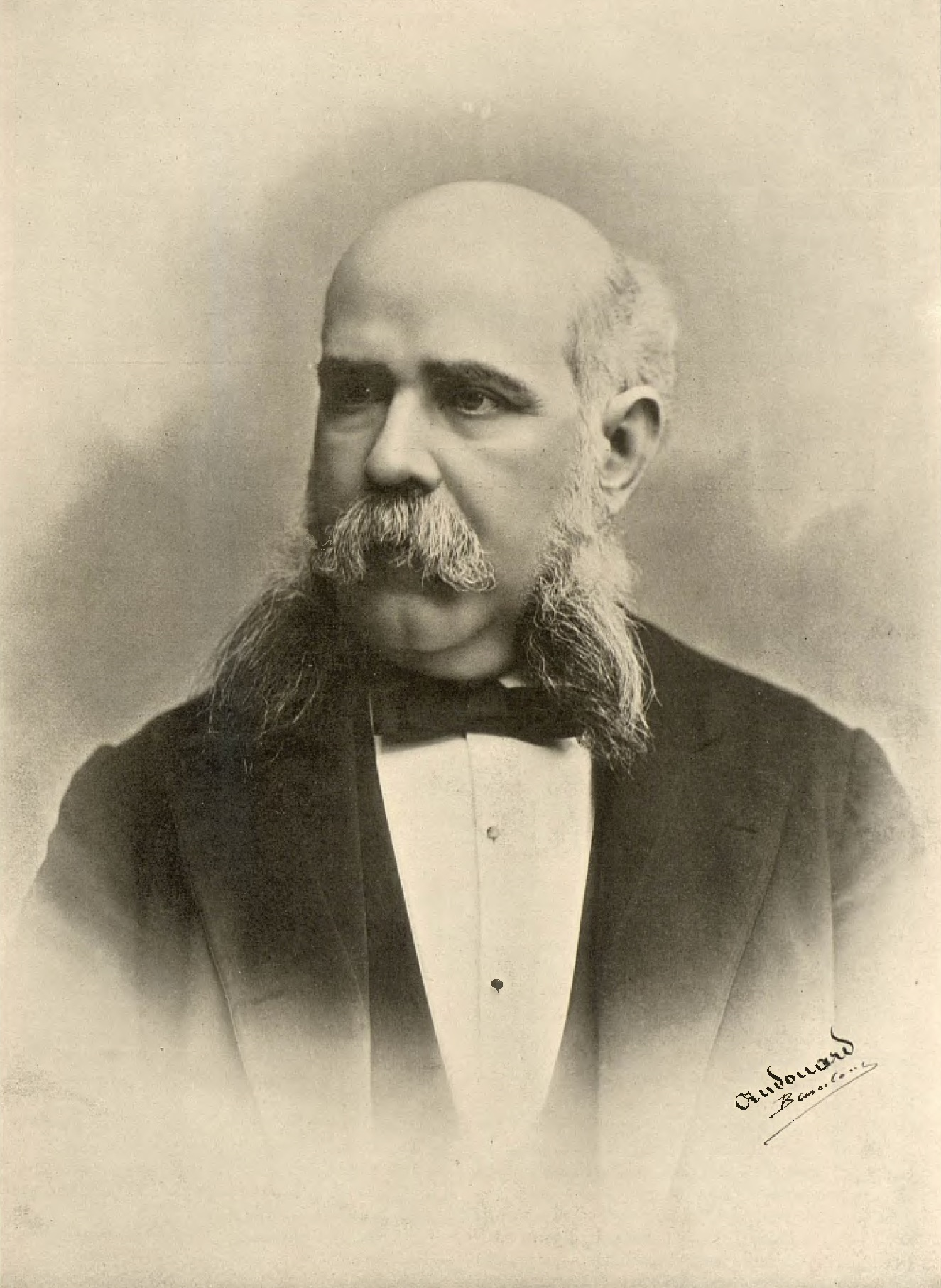
Rius Et Taulet, photographié par Audouard.

Après le coup de Pavie, il est de nouveau nommé comme maire par le général Serrano entre janvier et décembre 1874.
Entre mars 1876 et juin 1881, il a été député  en deux occasions pour le Parti Libéral.
Il est nommé maire de Barcelone pour la troisième fois en 1881, jusqu'en février 1884, et une quatrième fois entre décembre 1885 et décembre 1889.
Comme maire de Barcelone, il a été le principal soutien de l'Exposition universelle de 1888, qu'il a présidé. Il mit en place l'avance urbanistique et économique la plus important de l'histoire de Barcelone jusqu'à ce moment.
Quelques-unes des améliorations qui ont été faites à Barcelone lors de l'Exposition de 1888 ont été :
- Urbanisation du parc de la Ciudadela, le transformant comme le parc le plus grand de la ville.
- Il termina l'urbanisation de tout le front maritime de la ville, entre le parc de la Ciudadela et Les Cours, en bâtissant la promenade de Colón et un nouveau dock : à l'actuel Moll de la Fusta.
- Il a bâti le Grand Hôtel International dans un terrain gagné à la mer dans la nouvelle promenade de Colón, face au bâtiment de la Capitanía Générale. L'hôtel, dessiné par l'architecte Lluís Domènech i Montaner, a été bâti dans un temps record de 69 jours. Il occupait une surface de 5000 mètres carrées. Avec une capacité de 2000 hôtes, a été conçu comme installation temporaire pour accueillir les visiteurs. Il a été détruit après la fin de l'Exposition.
- Il bâtit le Palau de Belles Arts, à cotés du parc de la Ciudadela, il fut détruit lors de la Guerre Civile. Il a été le lieu où fut célébré l'inauguration officielle de l'Exposition avec assistance de la Famille Royale, ainsi que le siège de sa clôture en décembre de 1888. Il a été destiné à des expositions artistiques, concerts et événements culturels. Après l'exposition, il fut ouvert jusqu'en 1942.
- Il bâtit le Monument de Christophe Colomb sur la place Portal de la Pau, point d'union de la promenade de Colón et le Cours. Le monument est inauguré le 1 juin 1888, en pleine célébration de l'Exposition.
- Il urbanisa la zone attenante à l'enceinte de l'exposé, dans la zone du Borne.
- inauguration du Marché du Borne, bâti entre 1884 et 1886.
- Il inaugurera l'embarcation Les Hirondelles, qui sortait face à la statue de Christophe Colomb pour proposer une promenade maritime aux visiteurs.
- Il électrifiât l'éclairage public sur certaines rues de Barcelone (Le Cours, promenade de Colón, place de Sant Jaume et intérieur de l'enceinte de l'exposé).

Il a, de plus, cédé des terrains pour la construction du Palais de Justice (1887-1908), a bâti le cimetière du suroeste à Montjuic, a créé l'Institut Municipal d'Hygiène de Barcelone, ainsi que la Bande municipale et la Galerie des catalans illustres.
Il est mort en Olérdola en 1889, à l'âge de 57 ans, peu de mois après terminer l'Exposé Universel de 1888. Son corps a été rendu à Barcelone et enterrer dans le Cimetière de Montjuic.
Le 27 septembre 1901, un monument en son hommage fut placé devant l'entrée principale du Parc de la Citadelle, construit sous sa mairie. Le monument porte l'inscription suivante :

« Rius y Taulet, en étant maire de Barcelone, a atteint la prospérité et la renommée de la ville.

Il organise la première Exposition universelle en Espagne en 1888.
et avec une initiative éclairée et une attitude infatigable, il protégea l'industrie et exalta les sciences et les arts. »

« A Rius y Taulet, siendo alcalde de Barcelona alcanzó para la ciudad prosperidad y renombre.
Realizó en España la primera Exposición Universal celebrada en 1888 y con ilustrada iniciativa y actitud incansable protegió la industria y enalteció las ciencias y las artes. »

La place principale de l'arrondisement de Grâce à Barcelone a porté son nom jusqu'au 19 avril 2009. Celle-ci fut rebaptisée, après un procès participatif, comme place de la Villa de Grâce. Une avenue de l'arrondisement barcelonais de Sants-Montjuich porte également son nom.
Son fils, Manuel Rius i Rius, a aussi été maire de Barcelone de 1916 à 1917.

## Fond personnel
Les communications épistolaires de Francisco de Paula Rius et Taulet sont conservées dans les Archives Historiques de la Ville de Barcelone. Cette collection contient 155 lettres desquelles toutes, hormis deux, sont adressées à son collègue et ami Ramón Freixas Miret. La période chronologique des documents entre 1856-1890, comprend pratiquement la carrière professionnelle et politique de Rius et Taulet, le contenu des lettres reflète en majorité des sujets juridiques, ainsi que des discussions d'ordre personnel. Seulement quelques unes contiennent des informations liées aux activités du politique et ses pensées sur la situation du moment.